# Od siedmiu wzwyż
Od siedmiu wzwyż (ang. The Seven-Ups) – amerykański dramat kryminalno-sensacyjny z 1973 roku w reżyserii Philipa D’Antoniego.

## Fabuła
Tytułowe „od siedmiu wzwyż” to nieformalna nazwa sekcji wydziału śledczego nowojorskiej policji. Jej celem jest ściganie przestępców, którym za popełnione czyny można zasądzić siedem lat i więcej. Sekcja ta, którą kieruje Buddy Mannuci, składa się z zaledwie czterech policjantów i posługuje się w swoich działaniach „nieformalnymi metodami”. Ponieważ przynoszą one efekty, są one akceptowane przez przełożonych. Jedną z tych „nieformalnych metod” jest pozyskiwanie informacji przez Mannuciego od Vita Lucii – człowieka z półświatka, który daje mu „cynki” ułatwiające mu dokonywanie spektakularnych aresztowań. Mannuci nie wie jednak, że Lucia działa na „dwa fronty”. Jest również informatorem dwójki opryszków, którym wystawia „grube ryby” z przestępczego świata, celem porwań i wymuszeń okupów. Kiedy w rezultacie jednej z akcji wymierzonej przeciwko porywaczom ginie jeden z policjantów-członków zespołu – Mannuci postanawia za wszelką cenę dopaść porywaczy. Za pomocą „nieformalnych metod” w końcu mu się to udaje – obydwaj porywacze giną od jego kul.

## Obsada
- Roy Scheider – Buddy Mannuci
- Tony Lo Bianco – Vito Lucia
- Larry Haines – Max Kalish
- Richard Lynch – Moon
- Bill Hickman – Bo
- Jerry Leon – Mingo
- Victor Arnold – Barilli
- Ken Kercheval – Ansel

i inni.

## Odbiór
Film był debiutem reżyserskim i jedynym filmem Philipa D’Antoniego – wcześniej producenta znanego filmu kryminalnego pt. Francuski łącznik (1971). Według The New York Times był to debiut mało udany. Pomimo to, po latach film posiada stosunkowo wysoką ocenę w rankingu popularnego filmowego serwisu internetowego Rotten Tomatoes (73% pozytywnych recenzji)